# Tom Gugliotta
Thomas James Gugliotta (Huntington Station, Nueva York, 19 de diciembre de 1969) es un exjugador de baloncesto estadounidense que se retiró en el año 2005. Mide 2,08, y pesa 113 kilos, y jugaba en la posición de ala-pivot.

## Trayectoria deportiva

### Universidad
Jugó entre 1989 y 1992 en las filas de la Universidad de North Carolina State. Tras unos comienzos un poco titubeantes, acabó promediando 22,5 puntos y 9,9 rebotes en su última temporada como colegial. Hubo quien le comparó, por sus características físicas, con Larry Bird.

### Profesional
Sus buenas estadísticas en su temporada sénior universitaria hicieron que fuera uno de los jugadores más apetecibles del draft de la NBA de 1992, siendo los Washington Bullets quienes se llevaron el gato al agua, eligiéndolo en la sexta posición de la primera ronda. Se ganó directamente el puesto de titular, y no defraudó, promediando 14,7 puntos y 9,6 rebotes, cifras que le permitieron ser elegido en el mejor quinteto de novatos de ese año. Permaneció una temporada más en la capital, ratificando sus números, pero a principios de la temporada 94-95 fue traspasado a Golden State Warriors, y antes de que acabara la misma, acabó en Minnesota Timberwolves. Fue allí donde vivió los mejores años como profesional, consiguiendo en dos de las 4 temporadas que permaneció más de 20 puntos de promedio por partido, siendo además elegido por primera y última vez para disputar el All-Star Game.
A partir de ahí, vino su decadencia, siendo golpeado una y otra vez por sus lesiones y sus problemas de respiración, disputando en el mejor de los casos media temporada al año. Pasó por Phoenix Suns, donde estuvo 6 temporadas, para acabar su carrera jugando no más de 30 partidos por temporada  en Utah, Boston y Atlanta.

## Estadísticas de su carrera en la NBA

##### Temporada regular
| Año      | Equipo       | PJ  | PT  | MPP  | %TC  | %3P  | %TL   | RPP | APP | ROB | TPP | PPP  |
| -------- | ------------ | --- | --- | ---- | ---- | ---- | ----- | --- | --- | --- | --- | ---- |
| 1992-93  | Washington   | 81  | 81  | 34.5 | .426 | .281 | .644  | 9.6 | 3.8 | 1.7 | 0.4 | 14.7 |
| 1993-94  | Washington   | 78  | 78  | 35.8 | .466 | .270 | .685  | 9.3 | 3.5 | 2.2 | 0.7 | 17.1 |
| 1994-95  | Washington   | 6   | 6   | 37.7 | .398 | .500 | .788  | 8.8 | 3.0 | 3.5 | 1.8 | 16.0 |
| 1994-95  | Golden State | 40  | 40  | 33.1 | .443 | .311 | .567  | 7.4 | 3.1 | 1.3 | 0.6 | 10.9 |
| 1994-95  | Minnesota    | 31  | 17  | 32.8 | .454 | .318 | .762  | 7.2 | 4.5 | 2.0 | 0.9 | 14.4 |
| 1995-96  | Minnesota    | 78  | 78  | 36.3 | .471 | .302 | .773  | 8.8 | 3.1 | 1.8 | 1.2 | 16.2 |
| 1996-97  | Minnesota    | 81  | 81  | 38.7 | .442 | .258 | .820  | 8.7 | 4.1 | 1.6 | 1.1 | 20.6 |
| 1997-98  | Minnesota    | 41  | 41  | 38.6 | .502 | .118 | .821  | 8.7 | 4.1 | 1.5 | 0.5 | 20.1 |
| 1998-99  | Phoenix      | 43  | 43  | 36.3 | .483 | .286 | .794  | 8.9 | 2.8 | 1.4 | 0.5 | 17.4 |
| 1999-00  | Phoenix      | 54  | 54  | 32.7 | .481 | .125 | .775  | 7.9 | 2.3 | 1.5 | 0.6 | 13.7 |
| 2000-01  | Phoenix      | 57  | 2   | 20.3 | .392 | .250 | .792  | 4.5 | 1.0 | 0.8 | 0.4 | 6.4  |
| 2001-02  | Phoenix      | 44  | 40  | 25.7 | .422 | .333 | .757  | 5.0 | 1.8 | 0.9 | 0.7 | 6.5  |
| 2002-03  | Phoenix      | 27  | 11  | 16.6 | .455 | .000 | 1.000 | 3.7 | 1.1 | 0.5 | 0.2 | 4.8  |
| 2003-04  | Phoenix      | 30  | 3   | 10.1 | .313 | .000 | .750  | 1.9 | 0.7 | 0.5 | 0.1 | 2.3  |
| 2003-04  | Utah         | 25  | 24  | 20.6 | .375 | .333 | .700  | 5.2 | 1.7 | 0.7 | 0.3 | 3.7  |
| 2004-05  | Boston       | 20  | 0   | 10.9 | .297 | -    | .667  | 2.2 | 0.6 | 0.5 | 0.6 | 1.3  |
| 2004-05  | Atlanta      | 27  | 9   | 27.7 | .431 | .308 | .784  | 5.5 | 2.1 | 1.2 | 0.5 | 7.9  |
| Total    |              | 763 | 608 | 30.9 | .451 | .284 | .784  | 7.3 | 2.8 | 1.4 | 0.6 | 13.0 |
| All-Star | All-Star     | 1   | 0   | 19.0 | .429 | .000 | .750  | 8.0 | 3.0 | 1.0 | .0  | 9.0  |

### Playoffs
| Año   | Equipo    | PJ | PT | MPP  | %TC  | %3P  | %TL  | RPP | APP | ROB | TPP | PPP  |
| ----- | --------- | -- | -- | ---- | ---- | ---- | ---- | --- | --- | --- | --- | ---- |
| 1996  | Minnesota | 3  | 3  | 40.3 | .442 | .750 | .600 | 5.3 | 4.3 | .6  | .6  | 18.3 |
| 1998  | Phoenix   | 3  | 3  | 39.3 | .371 | -    | .750 | 8.3 | 3.3 | 2.0 | 1.0 | 10.6 |
| 2000  | Phoenix   | 4  | 0  | 28.6 | .308 | -    | .778 | 3.7 | .7  | 1.0 | .2  | 5.7  |
| 2002  | Phoenix   | 2  | 0  | 5.0  | .500 | -    | .500 | 1.0 | .0  | .0  | .0  | 2.5  |
| Total | Total     | 12 | 6  | 27.9 | .393 | .750 | .69  | 4.8 | 2.1 | 1.0 | .5  | 9.5  |

## Logros personales
- Elegido All Star en 1997.
- Elegido en el mejor quinteto de rookies en 1993.